# 靜蟹屬
靜蟹屬（學名：Galene），是靜蟹科的一屬，靜蟹的化石常在上新世和第四紀的海相地層中發現。

## 物種
該屬的物種包括： 
- 雙刺靜蟹 Galene bispinosa Herbst 1804
- †顆粒靜蟹 Galene granulifera Lin 1947
- †Galene obscura' Milne-Edwards 1865
- †Galene stipata' Morris and Collins 1991